# M8 (Hongarije)
De M8 is een deels afgewerkte autosnelweg in Hongarije. De weg zal volgens de planning gaan lopen vanaf de grens met Oostenrijk, via Dunaújváros naar Szolnok en daar aansluiten op de M4.

## Afgewerkte stukken
Van de geplande 330 km zijn er sinds het begin van de werken nog maar 34,5 km afgewerkt: sinds 2009 is er zelfs helemaal geen nieuw stuk meer opgeleverd. De M8 is al wel afgewerkt tussen:
- Veszprém en Márkó (3,2 km, opgeleverd op 2 december 2003)
- De M6 en hoofdweg 6 (5 km, opgeleverd op 11 juni 2006)
- De Pentele híd (brug) tussen Dunaújváros en Dunavecse (5,2 km, opgeleverd op 23 juli 2007)
- Balatonakarattya en Balatonfűzfő (17,3 km, opgeleverd op 16 mei 2008)

Op 8 juli 2009 kwam ook de omleiding rond Márkó klaar: deze is 3,8 km lang, met een viaduct van 278 m.
M0 ·
M1 ·
M2 ·
M3 ·
M4 ·
M5 ·
M6 ·
M7 ·
M8 ·
M9 ·
M15 ·
M19 ·
M25 ·
M30 ·
M31 ·
M35 ·
M43 ·
M44·
M51 ·
M60 ·
M70·
M76·
M80·
M85·
M86